# Drużba (obwód tarnopolski)
Drużba (ukr. Дружбa) – osiedle typu miejskiego na Ukrainie w rejonie tarnopolskim obwodu tarnopolskiego.
Do 2020 w rejonie trembowelskim.
Znajduje się tu stacja kolejowa Mikulińce-Strusów, położona na linii Tarnopol – Biała Czortkowska.